# Alastair Duncan
Alastair Duncan (* 1942 in den Vereinigten Staaten von Amerika) ist ein US-amerikanischer Sachbuchautor und Kunstexperte auf dem Gebiet des  Jugendstils und des Art déco, im Besonderen der Tiffany-Glaskunst.

## Leben
Alastair Duncans arbeitete von 1977 bis 1990 als Angestellter und Berater im Auktionshaus Christie’s in New York City, wo er zeitweilig die Position des Vice President hielt. Hier organisierte und katalogisierte er zahlreiche Auktionen. Durch diese Tätigkeit entwickelte er sich zu einer führenden Kapazität im Bereich der dekorativen Kunst des Jugendstils und des Art déco und einem Experten für Tiffany-Glaskunst. Als Gastkurator betreute er Ausstellungen der Smithsonian Institution in Washington, D.C. Heute ist er ein unabhängiger Berater und spezialisiert auf die dekorativen Künste des späten 19. und frühen 20. Jahrhunderts. Duncan schrieb zahlreiche Sachbücher auf diesem Gebiet. Er lebt in New York City.
Im Jahr 2000 wurde Duncan wegen Exports gestohlener Kunst zu zwei Jahren und drei Monaten Gefängnis und einer Entschädigung von 220.000 Dollar verurteilt. Im Mittelpunkt des Falles stand ein fast drei Meter hohes seltenes Tiffany-Buntglasfenster, das 1992 oder 1993 von Anthony Casamassina, einem bekannten Grabräuber, aus dem Friedhof von Salem Fields zwischen Brooklyn und Queens gestohlen wurde. Casamassina hatte 1998 das Fenster dem Antiquitätenhändler Lawrence Zinzi aus der Bronx zum Kauf angeboten, der sich darauf an Duncan gewandt hatte. Nachdem Duncan die Qualität des Fensters geprüft hatte, kauften er und Zinzi es dem Grabräuber für 60.000 Dollar ab. Die beiden Männer hatten das Objekt dann an einen Interessenten in Japan für 219.980 Dollar verkauft und sich den Gewinn geteilt.

## Veröffentlichungen (Auswahl)
- Art nouveau and art deco lighting. Simon and Schuster, 1978. ISBN 0-671-24307-1, 208 S.
- Art Nouveau sculpture. Rizzoli, 1978. 95 S.
- Tiffany Windows. Simon and Schuster, 1980. ISBN 0-671-24951-7, 224 S.
- Art Nouveau Furniture. C.N. Potter, 1982. ISBN 0-517-54786-4, 192 S.
- The Lamps of Tiffany Studios.Mit William Feldstein. Thames and Hudson, 1983. ISBN 0-8109-1281-3, 178 S.
- Glass by Gallé. Mit Georges De Bartha. H.N. Abrams, 1984. ISBN 0-8109-0986-3, 223 S.
- Art Deco. Thames and Hudson, 1988. ISBN 0-500-20230-3, 216 S.
- The Encyclopedia of Art Deco. An Illustrated Guide to a Decorative Style from 1920 to 1939. HarperCollins Publishers Australia, 1988. ISBN 0-7322-0013-X, 192 S.
- Authentic art deco interiors. From the 1925 Paris exhibition. Mit Maurice Dufrêne. Antique Collectors’ Club, 1989. ISBN 1-85149-119-8, 22 S.
- Fantasy furniture. Mit Bruce M. Newman. Rizzoli, 1989. ISBN 84-7811-190-5, 199 S.
- Art Nouveau and Art Deco Book Binding. French Masterpieces, 1880–1940. Mit Georges De Bartha. Abrams, 1989. ISBN 0-8109-1881-1, 200 S.
- AA Rateau. Delorenzo Gallery, 1990. 88 S.
- Louis Majorelle. Master of Art Nouveau Design. Abrams, 1991. ISBN 0-8109-3617-8, 224 S.
- Louis Comfort Tiffany. H.N. Abrams, 1992. ISBN 0-8109-3862-6, 157 S.
- Art Deco Furniture. The French Designers. Thames and Hudson, 1992. ISBN 0-500-27660-9,192 S.
- The Paris Salons, 1895–1914: Ceramics and glass. Antique Collectors’ Club, 1994.
- Orrefors Glass. Antique Collectors’ Club, 1995. ISBN 1-85149-224-0, 231 S.
- The Paris Salons, 1895–1914. Ceramics and glass. Antique Collectors’ Club, 1998. ISBN 1-85149-229-1, 463 S.
- Ceramics and Glass. Antique Collectors’ Club, 1998. 463 S.
- Modernism. Modernist design 1880–1940; the Norwest collection, Norwest Corporation, Minneapolis. Antique Collectors’ Club, 1998. ISBN 1-85149-274-7, 275 S.
- The Paris Salons. 1895–1914. Objets d’art & metalware. Antique Collectors’ Club, 1999. ISBN 1-85149-304-2, 565 S.
- American Art Deco. Thames and Hudson, 1999. ISBN 0-500-28093-2, 288 S.
- The Technique of Leaded Glass. Courier Corporation, 2003. ISBN 0-486-42607-6,	216 S.
- Tiffany Lamps and Metalware. An Illustrated Reference to Over 2000 Models. Antique Collectors’ Club, 2007. ISBN 1-85149-517-7, 527 S.
- Art Deco Complete. The Definitive Guide to the Decorative Arts of the 1920s and 1930s. Thames & Hudson, 2009. ISBN 0-500-23855-3. 544 S.
- Gallé Furniture. Antique Collectors’ Club, 2012. ISBN 1-85149-662-9, 368 S.
- Gallé Lamps. Antique Collectors’ Club, 2013. ISBN 1-85149-671-8, 239 S.
- Art Deco Sculpture. Thames & Hudson, 2016. ISBN 0-500-23948-7, 400 S.